# 布拉坦水神庙

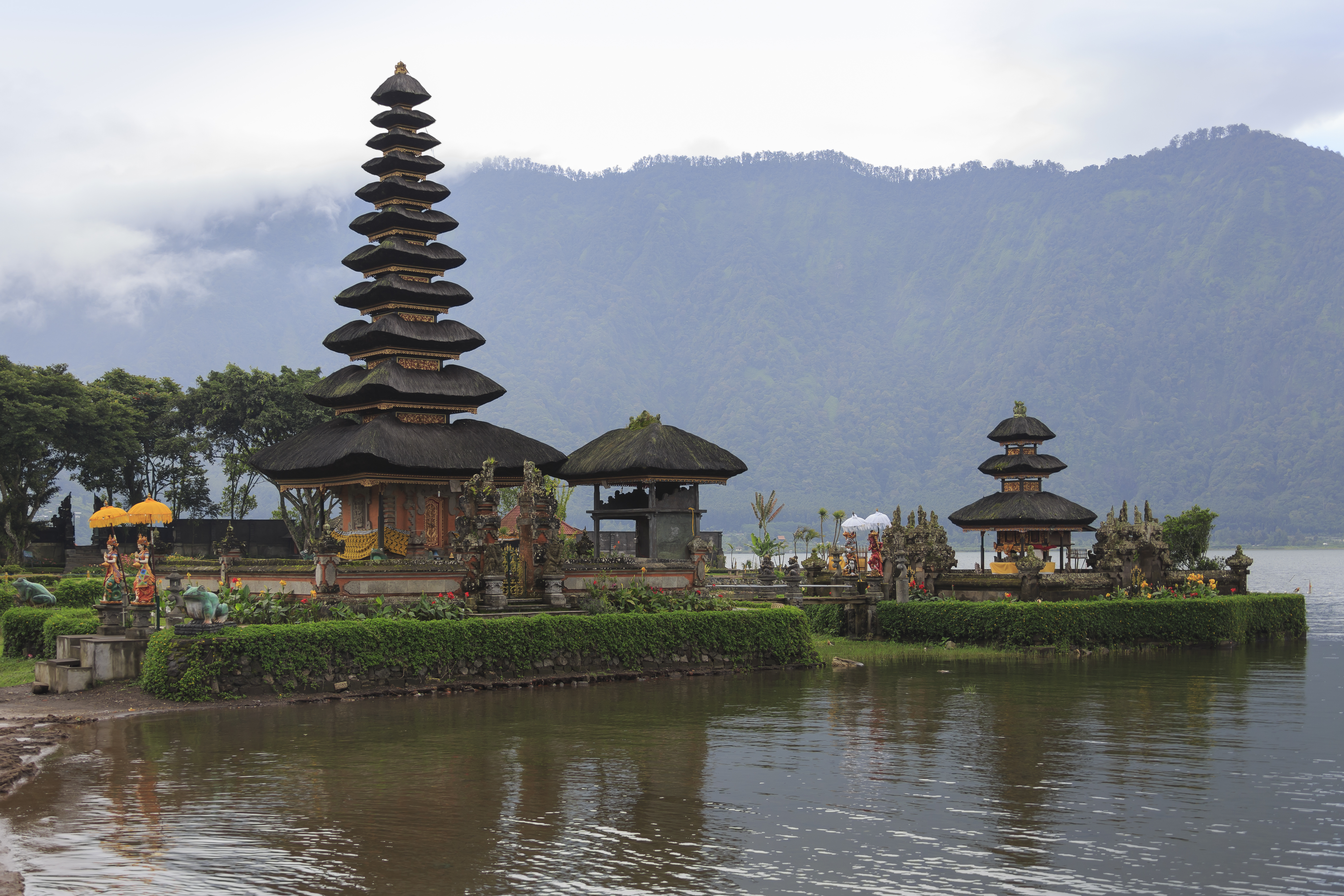
布拉坦水神庙与布拉坦湖

布拉坦水神庙是一个位于印度尼西亚巴厘岛的湿婆教寺庙。

## 地理位置
布拉坦水神庙建筑群建设在毗邻贝都古的布拉坦湖的岸边。该庙服务于整个布拉坦湖地区。在其下游处有许多规模较小的服务于各地区灌溉协会的水庙。

## 建筑群构造
布拉坦水神庙建筑群由四个神殿构成。其中，最为出名的林加帕特克神殿位于建筑群的东侧。建设在建筑群西侧的寺庙主要为表达人们对土壤肥沃的感谢而建。

## 历史
布拉坦水神庙的字面意思即“布拉坦湖的水源庙”。布拉坦水神庙竣工于1633年。由于布拉坦湖对于巴厘岛中部来说，是灌溉的主要水源，因此布拉坦水神庙曾被作为巴厘岛的水、湖、河和女神德维·达努的祭祀仪式的举办地。除此之外，11层高的布拉坦水神庙被认为是为湿婆和雪山神女而建的庙，如来佛祖的塑像也被供奉在这座寺庙里。
布拉坦湖和布拉坦水神庙因种种原因而被冠以各种别称。例如，由于布拉坦湖所处海拔为1200米的地区，该地气候对于热带气候而言相对较冷，因此当地土壤的肥力较高，故布拉坦湖也被人们称为“圣山之湖”。而布拉坦水神庙在布拉坦湖水上涨时看起来像是漂浮着的，该庙也被人们称为“湖上的巴厘寺”。